# Castel Kaldiff
Castel Kaldiff, o Castel Caldivo, (ted.: Schloss Kaldiff) è un castello che sorge ad est dell'abitato di Egna, non distante dalla frazione di Mazzon (Mazon), lungo il corso del torrente Villa (Viller Bach).
Rimangono le rovine di un fortilizio piuttosto semplice, costruito nel XII secolo. Fu più volte rimaneggiato nel corso dei secoli successivi; la più consistente di queste ristrutturazioni risale alla fine del XV secolo, ad opera degli Enn, che lo possedevano (la tradizione vuole che quella stessa famiglia l'abbia fatto costruire, ma in realtà non vi è certezza), e che lo cedettero non molto più tardi, nel 1524, alla famiglia Payr von Altenburg, che da allora si chiamò Payr von Kaldiff.
Assieme a Egna, formava il giudizio territoriale (Landgericht) Enn-Kaldiff, come attestato in un ordinamento del 1523.
Nel 1798 il maniero passò ai de Panzoldi e da questi, trent'anni dopo, ai von Gasteiger.
Il castello nel frattempo era caduto in rovina. Soltanto negli anni settanta dei lavori di risanamento consentirono di rallentare il decadimento delle mura.